# 徒然チルドレン
『徒然チルドレン』（つれづれチルドレン）は、若林稔弥による日本の4コマ漫画作品。若林が運営する同名のWEB漫画サイトにて、2012年10月より連載中。
また『別冊少年マガジン』（講談社）にて、2014年9月号から2015年4月号まで正式に雑誌連載を開始。その後『週刊少年マガジン』（同社刊）に移籍して、2015年20号から2018年32号まで連載された。

## 概要
『月刊少年ガンガン』（スクウェア・エニックス）で『恋するみちるお嬢様』を連載していた若林がニコニコ漫画にユーザー作品として投稿している漫画であり、若林のホームページの名前そのものである。
作品名は若林のホームページから取ったもので、pixivでも閲覧することが可能である。ホームページでもマンガと同じ内容の作品を投稿しているが、こちらは一作ごとに独立している。また、とらのあなの通販ページでも『徒然チルドレン』の名前でサークル名登録をしている。
作品の形式は4コマ漫画で、一話完結形式の短編集の形を取っている。各作品の説明文には必ず「しながらお楽しみください」などの注意書きが書かれている。ちなみに作品紹介で「全て短編でどれから読んでもお楽しみ頂けます」と書いてあるが、過去作の登場人物が再登場することがある。
2018年3月時点で累計発行部数は100万部を突破している。

## あらすじ
高校生の少年少女が織りなす日常を切り取ったオムニバス形式の学園ラブコメディ。主人公が複数おり、並列した時間軸で進行していく。

## 登場人物

### 高校1年生

#### 1年3組
古屋 ほたる（ふるや ほたる）
声 - 戸松遥
2年の古屋純の妹。放送部に所属している。三つ編みの少女で、強気でしっかりしている。
ブラコンで兄の純を追って放送部に入り、兄と付き合い始めた皆川を敵視するもいいように振り回されてしまい、返り討ちに合うこともしばしばだが、認めつつもある。
相馬 ちひろ（そうま ちひろ）
空手部の少年。かわいい系男子で強くなるために入部した。
部長の冴島に放課後も稽古をつけてほしいと懇願するも告白だと勘違いさせてしまう。勘違いを正した後、冴島のことが気になり始める。
高橋 うらら（たかはし うらら）
演劇部の少女。滑舌が悪く、演技もぶりっ子一辺倒になってしまうが一生懸命。
かつての自分を重ねた松浦から優しく熱心に指導を受けている。

#### 1年6組
加賀 優樹（かが ゆうき）
声 - 橋本祐樹
天文部副部長の少年。
特に趣味も持たずにいたが、積極的に天文部に勧誘する笹原の笑顔に一目ぼれして入部する。七瀬とは家が隣同士。桃が好き。

#### 1年9組
七瀬 薫（ななせ かおる）
声 - 伊波奈々
天文部の少女。
幼馴染の加賀が好きで高校も合わせた一途なツンデレ。キレやすく、加賀に喧嘩腰になる自分を嫌悪している。
天文部の複雑な関係を俯瞰的に理解している。加賀が振られればいいなと思っているが、好きな人が傷つくのは嫌とも思っている。
尾木 朋恵（おぎ ともえ）
演劇部の少女。
黒田 樹（くろだ いつき）
演劇部の少年。

### 高校2年生

#### 2年1組
高瀬 春彦（たかせ はるひこ）
声 - 熊谷健太郎
サッカー部の少年。
クラスメイトの神田に思いを寄せているがすれ違いが多く、両想いながらも微妙な友だち関係を続けている。
神田 沙希（かんだ さき）
声 - 三宅晴佳
ソフトテニス部の少女。
クラスメイトの高瀬に告白同然の態度を取るが、伝わりきっていない。クラスメイトの皆川によく相談している。
古屋 純（ふるや じゅん）
声 - 天﨑滉平
１組の学級委員を務める、ソフトテニス部の少年。ほたるの兄。
放送部部長で同じ学級委員の皆川に告白され、優柔不断な性格も相まって翻弄されつつも付き合い始めた。
皆川 由紀（みながわ ゆき）
声 - 花澤香菜
１組の学級委員を務める、ソフトテニス部の少女。男女問わず友人が多い。
小悪魔な振る舞いで遊んでいる印象を周囲に持たれているがその実、純情な甘えん坊で、同じ学級委員の古屋に告白する。
敵視して来る古屋の妹のほたるを軽く掌の上でかわす。
砂川 義春（すながわ よしはる）
話の流れで戸田と付き合い始める少年。
冷めた言動が目立つが、相手のことを思いやっている。
戸田 冬美（とだ ふゆみ）
口数が少なくアンニュイな空気をまとっているが、砂川のことは大切に思っている少女。女子では栗原、梨本などと仲が良い。
文化祭で占い部屋で良く当たると評判になり人気を博すが本人は適当なこと言っているだけであった。
園部 和也（そのべ かずや）
吹奏楽部で生徒会書記の少年。
ぽっちゃり系が好きで、隣の席の梨本によく餌付けしている。
梨本 由香利（なしもと ゆかり）
料理部。愛称は「なっしー」。ぽっちゃり気味の少女。
隣の席の園部に恋しているがハムスター的扱いを受けている。栗原と親友同志である。
鬼塚 公仁（おにづか きみひと）
ヒップホップが趣味で鬼武者を自称している。
リリックを書き綴った秘密のノートを密かに恋焦がれる山田に見られる。
山田 五和（やまだ さわ）
女子バスケ部。ラップに興味があり、鬼塚によくムチャぶりをする。
栗原 ちよ（くりはら ちよ）
声 - 加隈亜衣
料理部の少女。
バス通学でよく見かける山根に惹かれており、痴漢されていたところを助けられたところから急接近する。その審美眼には疑惑が残る。
梨本と仲が良い。
野呂 明政（のろ あきまさ）
声 - 浜添伸也
バレーボール部。彼女持ちを敵視するムードメーカーの少年。
友達の高瀬を好きな姫宮が自分を好きと勘違いをし、アプローチをする。

#### 2年4組
菅原 卓郎（すがわら たくろう）
声 - 石川界人
サッカー部の少年。あだ名は「すがやん」。
クラスメイトの高野に思いを寄せるが高野が鈍感なために伝わっていない。一度は諦めたが、クラスメイトの後押しもあってお互いを意識しあう。
高野 千鶴（たかの ちづる）
声 - 水瀬いのり
吹奏楽部でサックスを担当の少女。愛称は「ちーちゃん」。
自分に女子としての自信が持てないので、自分に男子がアプローチして来ていることが分かっていない。
菅原のことをいい人として憎からず思っている。
吉永 倫子（よしなが のりこ）
声 - 湯浅かえで
吹奏楽部の少女。愛称は「よっちゃん」。
菅原に告白するが振られる。親友の高野と菅原が上手くいくことを願っている。
剛田 武（ごうだ たける）
声 - 前野智昭
バレーボール部の少年。
隣の席の上根から告白され付き合う。戸惑いつつもいざという時は男を見せ相思相愛ぶりを周囲に見せ付ける。
上根 綾香（かみね あやか）
声 - 小倉唯
茶道部の少女。
大人しそうな風貌の反面、剛田と付き合い始めてからは積極的に甘える。
高野や吉永と仲がいい。匂いフェチ。妹がいる。
内村 千秋（うちむら ちあき）
声 - 山下誠一郎
飯島と付き合いが長いが、肝心な時に逃げ腰で関係が発展しないのが悩みの少年。
辻や菅原と仲がいい。
飯島 香奈（いいじま かな）
声 - 鬼頭明里
内村と夫婦漫才のような付き合いをしている少女。
酒の勢いでキスされたことで破局しかけたが、紆余曲折を経て仲直りする。
辻 啓介（つじ けいすけ）
声 - 榎木淳弥
英語が得意でパトリシアと付き合っており、怪しい日本語に振り回されている少年。
パティのプロポーションに対して年頃の青少年特有の欲求に葛藤を抱くこともしばしば、将来について不安や悩みを抱えながら留学を考えていることをパティに告げる。
パトリシア・コールフィールド（Patricia Caulfield）
声 - 丹下桜
空手部の少女。留学生でホームステイしている。愛称は「パティ」。
いつも怪しい日本語と偏った日本の知識で辻を振り回している。感情表現がストレートでよく色々なカップルをかき回す。
女子では細川、飯島、松浦等と仲が良い。かなりのグラマラスな胸囲とルックスは辻や飯島をやきもきさせている。
松浦 彩音（まつうら あやね）
声 - 真野あゆみ
演劇部副部長の少女。愛称は「あやや」。
冒頭で好きな人に告白するも振られる。
3年が引退してからは部長となり、後輩の指導に頭を痛めている。細川やパティと仲が良い。親友の細川が香取に恋心を抱いていることに疑念を抱いている。
細川 数子（ほそかわ かずこ）
声 - 村川梨衣
大人びた印象からか恋愛相談をよくされるが、自身は恋をしたことが無かった少女。
先輩の香取に運命的に出会ったことでLOVE力をつけていく。松浦からは応援されていない。
中曽根 摩耶（なかそね まや）
ペットボトルの蓋を剛田に開けてもらい、嫉妬した上根が剛田にわがままを口に出すきっかけになった。
小松 貴子（こまつ たかこ）
声 - 東内マリ子
2年4組担任。体育担当の女性教師。独身。目つきが鋭い。

#### 2年7組
山根 隆夫（やまね たかお）
声 - 下野紘
本人曰くハロウィンに出てきそうな顔をしているオタクの少年。
栗原とはお互いを意識するようになり、コミックマーケットで告白し、付き合うようになる。
本山 友道（もとやま ともみち）
声 - 保志総一朗
空手部。瓶底眼鏡をかけたオタクの少年。自身をブサイクと嘲笑し女性を怨那として敵視するが、同じオタクの山根の恋を応援するなど真っ直ぐな性格。
夏休み明けに転校してきた榎本に道端で出会い、自転車のチェーンが外れているのを直した事が切っ掛けで好感も持たれてアプローチを受け絆される。
3年生引退を期に冴島から部長を引き継ぐ。
榎本 伊織（えのもと いおり）
関西からの転校生。
引っ越してきたばかりの時に本山に助けられ、以降は仲良くなろうとしている。
姫宮 アリス（ひめみや ありす）
料理部の少女。同じ中学校から進学した高瀬のことが好きで、ヤンデレ気味な行動をとる（野呂に対してだけはツンデレ気味態度を取る）。神田とは恋敵。
自分のことが好きだと勘違いした野呂に猛アタックを受けているがまんざらでもない。
荻上 太一（おぎうえ たいち）
バスケ部の少年。あだ名は「オギー」。
噂でクラスメイトの東条が自分のことを好きだと聞かされて本人に探りを入れた結果、東条の過剰な反応から嫌われていると勘違いをする。
東条 舞（とうじょう まい）
図書委員の少女。
クラスメイトの荻上のことが好きだが、荻上の前では緊張して逆に攻撃的に接してしまう。
よく文庫本を読んでいる。修学旅行で荻上の部屋のベッドにもぐりこんだことが有る。
丸尾 英次（まるお えいじ）
バスケ部の少年。
東条が荻上のことを好きだという噂を荻上本人に教えた。
赤羽 明日香（あかばね あすか）
女子バスケ部。愛称は「アス」。
仲村 望（なかむら のぞみ）
演劇部の少女。愛称は「のんちゃん」。
物静かだが部長の松浦のよき理解者。
千葉 沙耶香（ちば さやか）
図書委員の少女。
担任の桐原のことが好きでアプローチをかけるが空回りしてしまう。
家は寿司屋をやっている。
桐原 洋一（きりはら よういち）
声 - 杉山紀彰
2年7組担任。英語担当の男性教師。
熱心に授業を聞く千葉のことを少なからず女性として意識はしているが、教師と生徒の恋愛は世間的に駄目だと思っている。

### 高校3年生

#### 3年2組
笹原 さつき（ささはら さつき）
声 - 内田真礼
天文部部長の少女。
先輩だった湯川のことが好きで入部し、冗談っぽく好意を向けていた。湯川の卒業前にお互い本気で向き合って付き合うようになる。
後輩思いで加賀と七瀬の仲を取り持とうとしている。
生形 伸二（うぶかた しんじ）
軽音楽部部長の少年。ギター担当。
口が悪いが同じギタリストの柴崎のことが気になっている。
たまに9mm Parabellum BulletのTシャツを着ている。
上原 悟志（うえはら さとし）
軽音楽部副部長の少年。ベース担当。
生形と柴崎をくっつけようと画策する。
服部 順平（はっとり じゅんぺい）
軽音楽部の少年。ドラム担当。眼鏡着用。
上原と同じく、生形と柴崎をくっつけようと画策する。
眞鍋 広美（まなべ ひろみ）
吹奏楽部の少女。
坂本 太郎（さかもと たろう）
声 - 浜添伸也
3年2組担任。
社会科担当の男性教師。強面で子供に泣かれやすい。

#### 3年5組
冴島 遥（さえじま はるか）
空手部部長の少女。
部活の後輩の相馬と告白され付き合っていたが、勘違いだったことを指摘され一度は破局する。
香取 慎一（かとり しんいち）
声 - 浪川大輔
演劇部部長の少年。
謎の多い神出鬼没の恋愛マスター。病弱で休みがちになり留年している。生徒会長の赤木とは仲が良い。

#### 3年8組
赤木 正文（あかぎ まさふみ）
声 - 小野賢章
生徒会長の少年。
人を好きになったことがないが、梶のことが気になり押しの一手で付き合うようになる。
梶 亮子（かじ りょうこ）
声 - 佐倉綾音
不良を気取っているが単なる一匹狼の少女。
押しに弱く、赤木と付き合うようになってからクラスメイトとも打ち解け始める。
文化祭で柴崎の「ワビサビの面」を探して学校内を奔走する。
柴崎 絵里香（しばざき えりか）
声 - 小牧未侑
茶道部部長の少女。上品な所作を保つが実はロック狂。生形のことが気になっている。
生形がいる軽音楽部に狐のお面を付けて自前のギターを背負って押しかける。
本人は軽音部でミス・ワビサビと称して正体を隠しているつもりだが、他の人にはバレバレの状態。
私服のセンスはダサい。
佐野 京子（さの きょうこ）
声 - 加隈亜衣
茶道部副部長の少女。顔が広く事情通。
部長たる柴崎が茶道部をほったからしにして軽音部に押しかけていることを知りつつ恋路を応援している。
茶道室でよくお菓子を食べている。

### OB
湯川 英樹（ゆかわ ひでき）
声 - 小野大輔
天文部OBの若い男性。
卒業前に笹原と付き合うようになる。地方の大学に進学したため遠距離恋愛中。

### その他
内村 恵子（うちむら けいこ）
声 - 押川チカ
主婦。内村千秋の母親。ひょうきんでお調子者。
息子と彼女が部屋で何かしようとしていることを知っても上機嫌。
内村 楓（うちむら かえで）
大学生。内村千秋の姉。
飯島 雅美（いいじま まさみ）
声 - 東内マリ子
主婦。飯島香奈の母親。
高瀬 孝太郎（たかせ こうたろう）
声 - 小若和郁那
中学2年生。高瀬春彦の弟。
神田沙希の母親
声 - 秋保佐永子
主婦。神田沙希の母親。
梶 浩子（かじ ひろこ）
声 - 小若和郁那
アパレル店員。梶亮子の母親。
柴崎の母
娘に厳しい。よく和服を身にまとう。娘の親への反発心からのギターへの熱中を認めつつある。三味線講師をしている。
上根 怜香
上根綾香の妹。小学1年生。
古屋 礼子
古屋兄妹の母。

## 書誌情報
- 若林稔弥『徒然チルドレン』講談社〈講談社コミックス〉、全12巻
  1. 2014年8月16日発売[3] ISBN 978-4-06-395168-4
  2. 2015年1月9日発売[4] ISBN 978-4-06-395301-5
  3. 2015年6月17日発売[5] ISBN 978-4-06-395426-5
  4. 2015年12月17日発売[6] ISBN 978-4-06-395515-6
  5. 2016年4月15日発売[7] ISBN 978-4-06-395647-4
  6. 2016年8月17日発売[8] ISBN 978-4-06-395735-8
  7. 2017年2月17日発売[9] ISBN 978-4-06-395849-2
  8. 2017年6月16日発売[10] ISBN 978-4-06-395956-7
  9. 2017年10月17日発売[11] ISBN 978-4-06-510209-1
    - DVD付き特装版 2017年10月13日発売[12] ISBN 978-4-06-358847-7

  10. 2017年11月17日発売[13] ISBN 978-4-06-510391-3
    - DVD付き特装版 同日発売[14] ISBN 978-4-06-397041-8

  11. 2018年3月16日発売[1] ISBN 978-4-06-511064-5
    - DVD付き特装版 同日発売[15] ISBN 978-4-06-397042-5

  12. 2018年8月17日発売[16] ISBN 978-4-06-511794-1
- 若林稔弥『徒然チルドレン カラー版』講談社〈星海社COMICS〉、既刊3巻（2025年7月9日現在）
  1. 2025年5月14日発売[17][18] ISBN 978-4-06-539171-6
  2. 2025年6月11日発売[19] ISBN 978-4-06-539974-3
  3. 2025年7月9日発売[20] ISBN 978-4-06-540265-8

## テレビアニメ
2017年2月にTVアニメ化が発表され、同年7月より9月までTOKYO MX・BS11ほかにて15分枠で放送された。原作第9、10、11巻の特装版にテレビアニメを各4話ずつ収録したDVDが付属。

### スタッフ
- 原作 - 若林稔弥[2]
- 監督 - 金子ひらく[2]
- 助監督 - 筆坂明規[2]
- シリーズ構成・脚本 - 浦畑達彦[2]
- キャラクターデザイン・総作画監督 - 住本悦子[2]
- プロップデザイン - 正金寺直子
- 美術監督 - 佐藤勝[2]
- 美術設定 - 長谷川弘行
- 色彩設計 - 鈴木依里[2]
- 撮影監督 - 加藤伸也[2]
- 編集 - 齋藤朱里[2]
- 音響監督 - 立石弥生[2]
- 音楽 - 天門[2]
- 音楽制作 - キングレコード
- チーフプロデューサー - 松下卓也、中西豪
- プロデューサー - 石黒達也、川添千世、鈴木廉太、宮城惣次、石川功、相島豪太、大和田智之、鈴木脩一、井口健一
- アニメーションプロデューサー - 住友英司
- アニメーション制作 - Studio五組[2]
- 制作 - NAS[2]
- 製作 - 徒然チルドレン製作委員会

### 主題歌
「アイマイモコ」
水瀬いのりによるオープニングテーマ。作詞・作曲はHaggy Rock、編曲は白戸佑輔。
「Dear」
小倉唯によるエンディングテーマ。作詞・作曲・編曲は新田目翔。

### 各話リスト
| 話数   | サブタイトル                                          | 絵コンテ     | 演出          | 作画監督                                |
| ------ | ----------------------------------------------------- | ------------ | ------------- | --------------------------------------- |
| 第1話  | 告白 不真面目な彼女 / 生徒会長の悩み / スピカ         | 金子ひらく   | 筆坂明規      | 住本悦子、水野隆宏                      |
| 第2話  | 春 お兄ちゃんの彼女 / コンタクト / 雨                 | 金子ひらく   | 筆坂明規      | 大田謙治                                |
| 第3話  | 至近距離恋愛 先輩殺す / 恋はカッコ悪い / 掃除当番     | 筆坂明規     | 濱崎徹        | 横松雄馬                                |
| 第4話  | ラブコメディ 確かめてみよう / 返事 / 君は輝いている   | 筆坂明規     | 濱崎徹        | 横松雄馬                                |
| 第5話  | 遠くから君を見てる Re: / 幼なじみ                     | 山本天志     | 山本天志      | 正金寺直子                              |
| 第6話  | 俺達に女はいらない 独裁 / Xファイル / 恋愛マスター    | 山本天志     | 山本天志      | 正金寺直子                              |
| 第7話  | 全部熱のせい 罠 / 聞かせてよ / アドバイス             | セトウケンジ | 牧野友映      | 三股浩史                                |
| 第8話  | 傷だらけの天使 もっと欲しくなる / シュート / おっぱい | セトウケンジ | 牧野友映      | 横松雄馬                                |
| 第9話  | ふりだし 視線 / もう一度 / 好き                       | 日高政光     | 所俊克 濱崎徹 | 竹島照子、小島唯可 正木優太             |
| 第10話 | 恋人たち 俺の屍を越えてゆけ / 嫉妬 / 泡               | 日高政光     | 所俊克 濱崎徹 | 李少雷、小島唯可 正木優太               |
| 第11話 | チューニング 水に流して / テスト                      | 筆坂明規     | 筆坂明規      | 三股浩史、正木優太 高井里沙、LEVEL ZERO |
| 第12話 | 夏が始まる 球技大会                                   | 金子ひらく   | 筆坂明規      | 平田雄三、横松雄馬 三股浩史             |

### 放送局
| 放送期間 | 放送時間                     | 放送局     | 対象地域 | 備考                             |
| --- | ---------------------------- | ---------- | -------- | -------------------------------- |
| 2017年7月4日 - 9月19日                                                                                            | 火曜 23:15 - 23:30           | TOKYO MX   | 東京都   |                                  |
| | 火曜 23:45 - 水曜 0:00       | AT-X       | 日本全域 | CS放送 / リピート放送あり        |
| 2017年7月5日 - 9月20日                                                                                            | 水曜 0:15 - 0:30（火曜深夜） | サンテレビ | 兵庫県   |                                  |
| | 水曜 2:15 - 2:30（火曜深夜） | BS11       | 日本全域 | 製作参加 / BS放送 / 『ANIME+』枠 |
| 全局『アホガール』とのセット放送。 音声多重放送非対応のAT-Xを除いて一部回は副音声にオーディオコメンタリーを放送。 |                              |            |          |                                  |

| 配信開始日    | 配信時間                     | 配信サイト                                        |
| ------------- | ---------------------------- | ------------------------------------------------- |
| 2017年7月5日  | 水曜 12:00 更新              | dアニメストア                                     |
| 2017年7月6日  | 木曜 0:00（水曜深夜） 更新   | GYAO!                                             |
| 2017年7月7日  | 金曜 12:00 更新              | U-NEXT アニメ放題                                 |
| 2017年7月8日  | 土曜 0:00（金曜深夜） 更新   | dTV                                               |
| 2017年7月9日  | 日曜 0:45 - 1:00（土曜深夜） | AbemaTV ・新作TVアニメチャンネル リピート配信あり |
| 2017年7月10日 | 月曜 12:00 更新              | バンダイチャンネル あにてれ                       |
| 2017年7月11日 | 火曜 0:00（月曜深夜） 更新   | ニコニコチャンネル                                |
|               | 火曜 22:45 - 23:00           | ニコニコ生放送                                    |
| 2017年7月20日 | 木曜 0:00（水曜深夜） 更新   | GYAO!ストア                                       |